# Ramón Ocaña
Pour les articles homonymes, voir Ocaña.
Ramón Ocaña Fleitas, né le 26 janvier 1978 à Manzanillo, dans la province de Granma, est un footballeur cubain qui évoluait comme milieu de terrain.

## Biographie

### Carrière en équipe nationale
Avec 8 sélections en équipe de Cuba, toutes honorées en 2006, Ramón Ocaña participe aux éliminatoires de la Coupe caribéenne des nations 2007, où il se distingue en marquant quatre buts en six rencontres. Il n'est cependant pas retenu par le sélectionneur Raúl González Triana dans la liste des 18 convoqués pour la phase finale du tournoi caribéen.

#### Buts en sélection
Source consultée : SOCCER-DB.info
| Buts en sélection de Ramón Ocaña | Buts en sélection de Ramón Ocaña | Buts en sélection de Ramón Ocaña        | Buts en sélection de Ramón Ocaña | Buts en sélection de Ramón Ocaña | Buts en sélection de Ramón Ocaña | Buts en sélection de Ramón Ocaña |
|                                  | Date                             | Lieu                                    | Adversaire                       | Score                            | Résultat                         | Compétition                      |
| -------------------------------- | -------------------------------- | --------------------------------------- | -------------------------------- | -------------------------------- | -------------------------------- | -------------------------------- |
| 1.                               | 2 septembre 2006                 | Estadio Pedro Marrero, La Havane (Cuba) | Îles Turques-et-Caïques          | 6-0                              | 6-0                              | Élim. CAR 2007                   |
| 2.                               | 4 septembre 2006                 | Estadio Pedro Marrero, La Havane (Cuba) | Bahamas                          | 3-0                              | 6-0                              | Élim. CAR 2007                   |
| 3.                               | 6 septembre 2006                 | Estadio Pedro Marrero, La Havane (Cuba) | Îles Caïmans                     | 2-0                              | 7-0                              | Élim. CAR 2007                   |
| 4.                               | 6 septembre 2006                 | Estadio Pedro Marrero, La Havane (Cuba) | Îles Caïmans                     | 3-0                              | 7-0                              | Élim. CAR 2007                   |